# Anton von Saltza
Anton Jegorovics Zalca vagy németes alakban Anton von Saltza (oroszul: Анто́н Его́рович За́льца, Luga, 1843. október 22. - Szentpétervár, 1916. március 9.) balti német származású orosz báró, katona, cári tábornok. Az első világháború elején a Galícia ellen indított orosz hadműveletek egyik vezetője a 4. orosz hadsereg élén.

## Élete

### Ifjúkora és karrierje az első világháborúig
Zalca 1843. október 22-én született az oroszországi Luga városában, balti német származású szülők gyermekeként. Ifjúkorában kadétiskolába került, majd részt vett a lengyel lázadók által kirobbantott januári felkelés leverésében. Részt vett az 1877–78-as orosz–török háborúban és a háború után érdemeiért megkapja a Szent György-rend 4. osztályát. Ebben az időben érdemli ki a Szent Vlagyimir Rend 4. osztályát is.
1878. februárjától Mihail Nyikolajevics Romanov nagyherceg szárnysegédje. Egy évvel később a Kaukázusban szolgált, mint az 1. gyalogsági zászlóalj parancsnoka. 1889-től 8. gyalogezred vezetője, ez követően a Kaukázus területén teljesít szolgálatot különböző egységeknél.
1902-en előléptették altábornaggyá és kinevezték a 24. gyaloghadosztály élére. 1904-1905. között az 1. Gárda gyaloghadosztály parancsnoka. 1906-1908. között az 1. hadtest irányítója. 1908 áprilisában előléptették gyalogsági tábornokká és a kijevi katonai körzet helyettes parancsnoka lett. 1911. februárjától a kazanyi katonai körzet parancsnokává nevezték ki.

### Az első világháborúban
A háború kitörése a kazanyi katonai körzet vezetőjeként érte és hamarosan itt alakult meg a 4. orosz hadsereg, melynek parancsnoka lett. Az 1. orosz hadsereggel együtt vezényelték Galíciába, hogy megállítsák a támadó hadműveletekbe kezdő osztrák-magyar csapatokat.
Salza hadserege, amely a még be nem fejezett mozgósítás miatt csak 6 és fél gyaloghadosztályból és 3 és fél lovashadosztályból állt 1914. augusztus 23-án találkozott a Viktor Dankl tábornok vezette 1. osztrák–magyar hadsereggel. A csata gyakorlatilag a két sereg egyidejű frontális támadása volt a másik ellen, azonban az osztrákok erőfölénye augusztus 25-ére eldöntötte a csatát. A megvert orosz hadsereg Lublin irányába vonult vissza a 1. orosz hadsereggel együtt, amit néhány nappal később vertek meg Komarównál. A főbb orosz parancsnokok a vereséget teljes mértéken az akkor 71 éves Zalca nyakába varrták, és leváltották posztjáról. Utódja Alekszej Evert tábornok lett.
Hazatérése után újra a kazanyi katonai körzet vezetője lett, később egy ideig a fővárosban lévő Péter-Pál erőd parancsnoka. Zalca 1916-ban halt meg Szentpétervárott.